# سیارک ۲۱۶۳۳
سیارک ۲۱۶۳۳ (به انگلیسی: 21633 Hsingpenyuan، نامگذاری:1999NW11) بیست و یک هزار و ششصد و سی و سومین سیارک کشف شده‌است که در ۱۳ ژوئیه ۱۹۹۹ کشف شد.
قدر مطلق سیارک برابر ۱۸٫۶ است.